# Chmielna 25

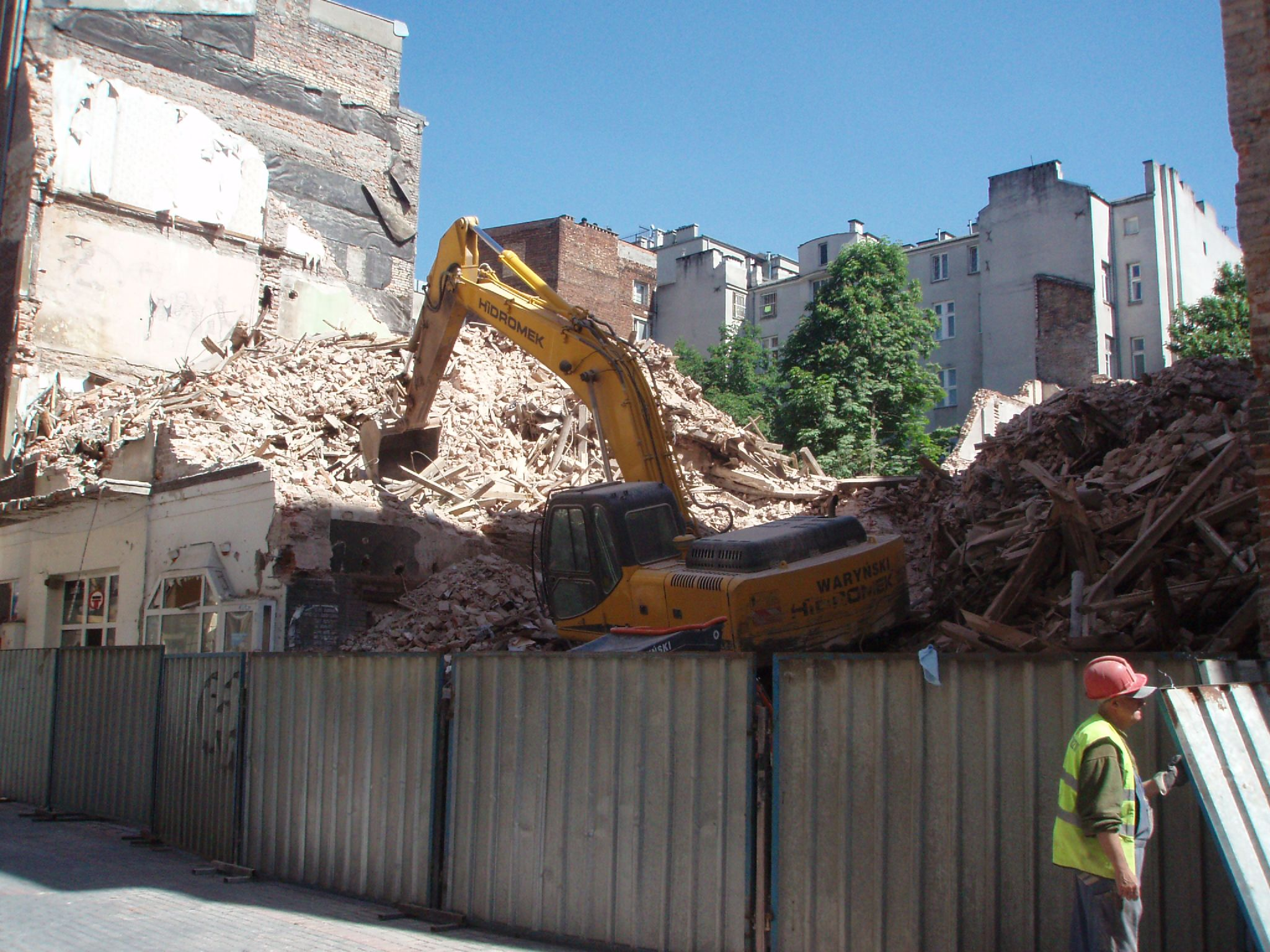
Rozbiórka kamienicy (2008)

Chmielna 25 – budynek biurowo-handlowy przy ul. Chmielnej w centrum Warszawy. Jego charakterystyczną cechą jest falująca elewacja. Powstał w miejscu zburzonej w 2008 r. XIX-wiecznej kamienicy Bronisława Chrostowskiego. Autorem obiektu jest polska pracownia Bulanda Mucha Architekci.

## Historia

### Kamienica Chrostowskiego
W latach 1896–1898 przy ul. Chmielnej 25 powstała kamienica dla Bronisława Chrostowskiego. Po II wojnie światowej fasada obłożona została brunatną cegłą licówką. Kres budynkowi położył kryzys małych sklepików, likwidowanych z powodu zalewu hipermarketów. W kamienicy zachowało się wiele historycznych detali: odboje i posadzka z terakotowych płytek w bramie, marmurowe stopnie i kute balustrady na klatce schodowej, oryginalne posadzki podestów i rzeźbione zwieńczenia drzwi, natomiast od podwórza – balkony z ozdobnymi balustradami. Kamienica przez dłuższy czas była też dewastowana. Przeciekał dach, a ponadto zawaliły się stropy. Stołeczny konserwator zabytków oznajmił wówczas, że nie miał podstaw do interwencji, gdyż dom ani układ przestrzenny ulicy nie znajdowały się w rejestrze zabytków.

### Budowa nowej kamienicy
We wrześniu 2007 Zespół Opiekunów Kulturowego Dziedzictwa Warszawy wystąpił do wojewódzkiego konserwatora o wpisanie kamienicy do rejestru, jednak w grudniu inwestor działki, firma AKJ Capital, dostał pozwolenie na rozbiórkę. Firma planowała w tym miejscu zbudować apartamentowiec, jednak światowy kryzys finansowy uniemożliwił jego realizację. Powierzchnię przejęła firma LHI, które zdecydowała się zainwestować parcelę w biurowiec.
W 2010 wybrano projekt pracowni Bulanda Mucha Architekci prowadzonej przez Andrzeja Bulandę i Włodzimierza Muchę w ramach zamkniętego konkursu inwestora. Koncepcję zrealizowano w latach 2011–2013. Budowa biurowca napotkała jednak sprzeciwy. Twierdzono, iż jest to zaprzepaszczenie szansy na rewitalizację ul. Chmielnej, na której dominują sklepy i restauracje. Prezes LHI zaznaczył jednak, że pracownicy biurowca będą uczestniczyć w życiu warszawskiej ulicy, spacerując w przerwie obiadowej, odwiedzając pobliskie sklepy, a także wybierając się do kina Atlantic.
Oficjalne otwarcie Chmielnej 25 odbyło się 22 października 2013.

## Architektura

### Idea

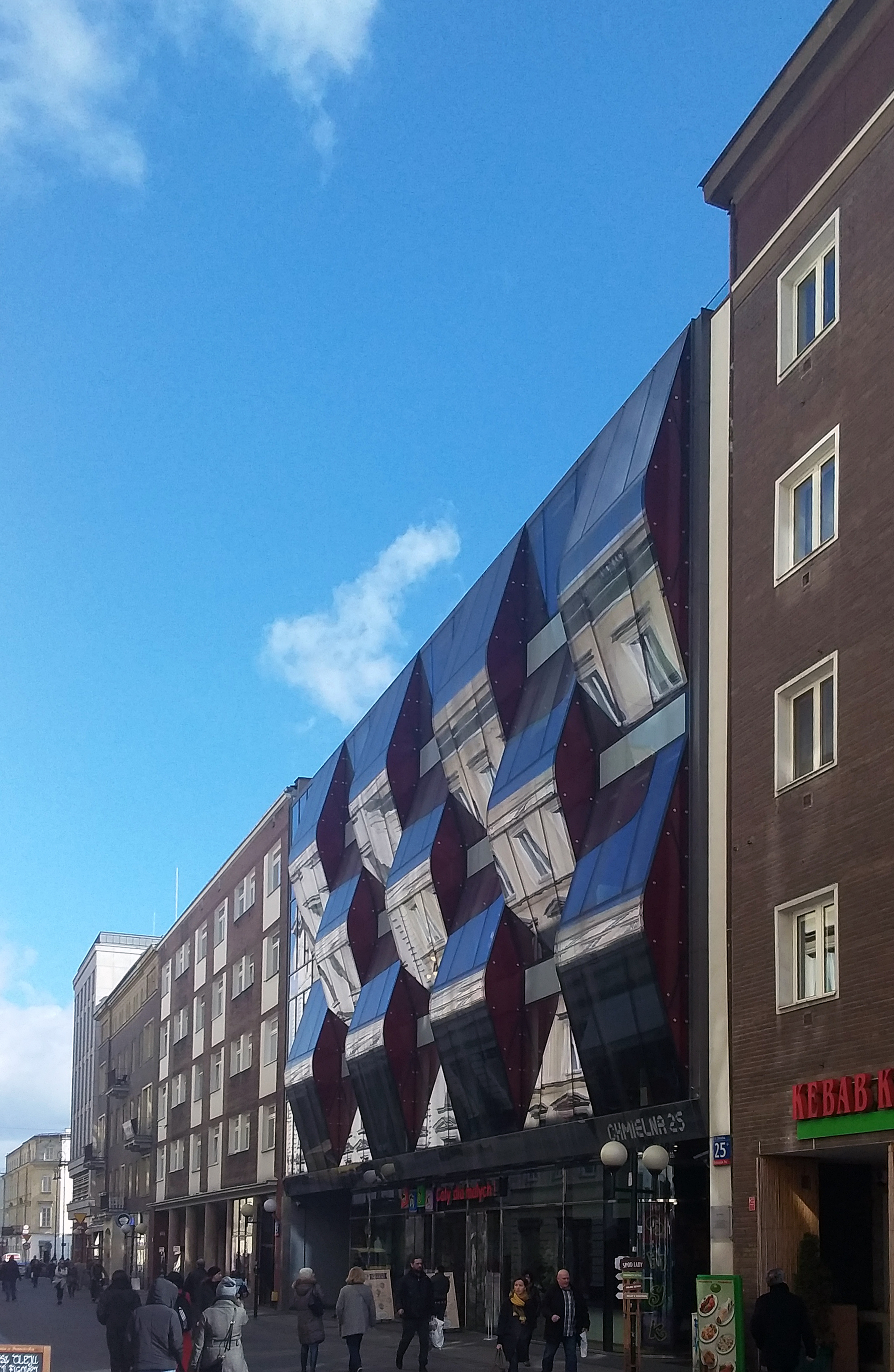
Chmielna 25 widziana od strony zachodniej (2017)

Chmielna 25 kontynuuje linię ideową pracowni Bulanda Mucha Architekci, od początku deklarująca swoje ideowe i per se estetyczne powinowactwa z tradycją Warszawskiej Szkoły Architektury, czyli z modernizmem z 1. połowy XX wieku. Architektom warszawskiego biura zależało na tym, aby nowy budynek dobrze wkomponował się w rytm życia ulicy. 

Ulica Chmielna potrzebuje nowych współczesnych akcentów, jej dzisiejszy pieszy charakter oraz nagromadzenie w parterach budynków znaczącego programu gastronomiczno-handlowego wymusza niejako tworzenie atrakcyjnych przestrzennych znaków, przy pełnym respekcie dla wartości urbanistycznych jak linia i skala zabudowy.

### Opis ogólny
Architekci, luźno nawiązując do zabudowy podwórek typu studnia, umieścili w centralnej części budynku atrium o wysokości 5 kondygnacji, które zostało przykryte szklanym dachem. Dzięki temu doświetlone są wnętrza biur, a także pomieszczenia z oknami wychodzącymi na patio. Tył budynku skierowany jest na zadrzewione podwórko przy ul. Widok 14. Z pomieszczeń umieszczonych od strony północno-wschodniej jest widok na dziedziniec sąsiedniej kamienicy. Na 5. piętrze obiektu znajduje się taras.
W budynku znajduje się parking podziemny na 25 aut ze specjalnym stanowiskiem do ładowania pojazdów elektrycznych.

## Autorzy
- Bulanda Mucha Architekci – architekci: Andrzej Bulanda, Włodzimierz Mucha, Jacek Chyrosz, Maciej Kaufman[7]
- Współpraca autorska – architekci: Zuzanna Cichocka, Piotr Steckiewicz, Agnieszka Szuran[7]
- Architektura wnętrz – architekci: Andrzej Bulanda, Włodzimierz Mucha, Jacek Chyrosz, Maciej Kaufman; współpraca: Marcin Maraszek, Giandomenico Racamato, Ewelina Siestrzewitowska, Agnieszka Szuran[7]

## Odbiór

### Krytyka mieszkańców Warszawy
Usytuowanie parkingu w budynku wywołało protesty mieszkańców, gdyż na ul. Chmielnej ruch samochodowy jest bardzo ograniczony. Część warszawiaków krytykowała również projekt falowanej szklanej elewacji jako odbiegający od pierzei ulicy. Według nich biurowiec okazał się zbyt nowoczesny i tym samym nie pasuje do sąsiednich kamienic.

### Analiza krytyczna
Krzysztof Domaradzki w artykule dla miesięcznika „Architektura-Murator” zwrócił uwagę, iż Chmielna 25 zdecydowanie wyróżnia się z otoczenia i przykuwa uwagę przechodnia rozwiązaniem fasady „o agresywnej, ekstrawaganckiej architekturze, która w założeniu miała zmienić i wzmocnić obecny wizerunek tej ulicy”. Jego zdaniem ważną rolę odgrywają materiały, fragmentami odnoszące się do samochodowych świateł odblaskowych, co przy zmieniającej się iluminacji obiektu przywołuje skojarzenia z migotliwością wielkomiejskiej ulicy.
Marta Leśniakowska z Arch stwierdziła, iż fasada budynku jako trójwymiarowa rzeźba pokryta chromoniklem, szybami i czerwonymi okładzinami odblaskowymi pojawiła się w krajobrazie jako nowa warstwa kultury - „prowokująco wychylając się spomiędzy domów i niepokojąco zawieszając kaskadę obłych wykuszy nad głowami przechodniów”. Ekspresyjny charakter budynku, jak opisała autorka, przywołuje na myśl fotomontaż Le Corbusiera, przedstawiający dziób transatlantyku wpływającego pomiędzy kamienice przy Rue de Royale w Paryżu (1921). Felietonistka dostrzegła w obiekcie echo modernistycznego, podszytego surrealizmem konceptu: „budynek-statek przycumowany na wielkomiejskiej ulicy był fundamentem estetyki architektury nowoczesnej wyprowadzonej, jak chciał Le Corbusier, z <<piękności technicznej>> transatlantyku”. Zwróciła również uwagę, iż Chmielna 25 to „architektura hałaśliwa, populistyczna, prowokacyjnie zwracająca na siebie uwagę i przewrotnie historyzująca”.
Leśniakowska – analizując fasadę z pozycji gender – opisała ją jako równocześnie męską: mocną i dominującą, jak i kobiecą: miękką, prowokującą, uwodzicielską i erotyczną.

### Wyróżnienia
- nominacja do Nagrody SARP na rok 2013[10]